# Stenodema virens
Stenodema virens is een wants uit de familie van de blindwantsen (Miridae). De soort werd het eerst wetenschappelijk beschreven door Carl Linnaeus in 1767.

## Uiterlijk
De redelijk ovale wants heeft, als volwassen dier, altijd volledige vleugels en kan 7 tot 8,5 mm lang worden. Graswantsen hebben een goede schutkleur voor de omgeving waarin ze leven. De wants heeft een variabele kleur, eerst lichtgeel, tegen de herfst worden ze donkerder, soms oranjerood. De vrouwtjes worden na de winter groen. Het halsschild en het scutellum hebben een lichte lengtestreep over het midden. Over de lengte van de kop en het halsschild lopen donkere strepen, die beginnen achter de antennes. De lange slanke achterpoten hebben geen stekels op de dijen, dit in tegenstelling tot sommige andere soorten uit dit genus. Bij de lange antennes is het tweede antennesegment langer dan het derde en het vierde segment samen. De antennes zijn bovendien vaak in het geheel roodbruin.

## Leefwijze
De soort doorstaat de winter als volwassen dier en verstopt zich dan vaak in coniferen, zoals dennen. De eitjes worden na overwintering begin mei afgezet op de waardplant. De eerst generatie wantsen is vooral te vinden in droge gebieden op diverse grassen zoals grote vossenstaart (Alopecurus pratensis), rietgras (Phalaris arundinacea) en struisgrassoorten ( Agrostis). De tweede generatie leeft vooral op riet (Phragmites australis).

## Leefgebied
De soort is in Nederland sinds 1977 niet meer gevonden en is zeer zeldzaam. De wants komt voor in het Palearctisch gebied, van Europa tot Siberië en China in Azië.